# فلیکس آبواگیه
فلیکس آبواگیه (انگلیسی: Felix Aboagye؛ زادهٔ ۵ دسامبر ۱۹۷۵) بازیکن فوتبال اهل غنا بود.
از باشگاه‌هایی که در آن بازی کرده است می‌توان به باشگاه ورزشی العربی کویت، باشگاه فوتبال بنگال شرقی، باشگاه فوتبال بمبئی، باشگاه فوتبال المپیاکوس، باشگاه ورزشی زمالک، باشگاه فوتبال الاهلی، باشگاه ورزشی القطر، و باشگاه فوتبال النصر امارات اشاره کرد.
وی همچنین در تیم ملی فوتبال غنا بازی کرده است.